# مود س. دافيسون
مود س. دافيسون (بالإنجليزية: Maude C. Davison)‏ هي أخصائية تغذية وممرضة أمريكية وكندية، ولدت في 27 مارس 1885 في Cannington, Ontario ‏ في كندا، وتوفيت في 11 يونيو 1956 في لونغ بيتش في الولايات المتحدة.